# Рись (зупинний пункт)
Рись — пасажирський залізничний зупинний пункт Рівненської дирекції Львівської залізниці.
Розташований у лісовому масиві Маневицький район, Волинської області на лінії Сарни — Ковель між станціями Повурськ (6 км) та Троянівка (8 км).
Станом на лютий 2025 року щодня одна пара приміського дизель-поїзда прямує за напрямком Ковель-Пасажирський — Сарни.